# Andrew Wilson
Andrew Cunningham Wilson (* 22. srpna 1964, Dallas, Texas, USA) je americký herec a režisér, bratr herců Owena a Lukea Wilsonových.

## Herecká filmografie
| Rok  | Film/seriál                      | Role                     | Poznámky       |
| ---- | -------------------------------- | ------------------------ | -------------- |
| 1989 | The Jim Henson Hour              | Brad                     | 1 epizoda      |
| 1993 | Das letzte U-Boot                | Grant                    |                |
| 1996 | Grázlové                         | muž z budoucnosti        |                |
| 1996 | Tři životy a jen jedna smrt      |                          |                |
| 1997 | Better Than Ever                 |                          |                |
| 1998 | Jak jsem balil učitelku          | Dr. Peter Flynn          |                |
| 1999 | Chicks                           | Eddie                    |                |
| 1999 | Nepolíbená                       | školní ochranka          |                |
| 2000 | Kdo seje zlo                     | policista                |                |
| 2000 | Hijack Stories                   | medik                    |                |
| 2000 | Charlieho andílci                | Corwinův řidič           |                |
| 2000 | Merlin: The Return               | Artušův rytíř č. 2       |                |
| 2001 | Zoolander                        |                          |                |
| 2001 | Taková zvláštní rodinka          | Tex Hayward              |                |
| 2002 | Showtime                         |                          |                |
| 2002 | Sloužit Sáře                     | pan Andrews              |                |
| 2003 | Charlieho andílci: Na plný pecky | policista                |                |
| 2004 | Velká rána                       | Ned Coleman              |                |
| 2005 | Fanaticky zamilován              | Grant Wade/Patrick Lyons |                |
| 2006 | Church Ball                      | Dennis Buckstead         |                |
| 2006 | Absurdistán                      | Beef Supreme             |                |
| 2009 | Vyfič!                           | Razor                    |                |
| 2009 | Calvin Marshall                  | Ernie                    |                |
| 2010 | High School                      | hippie                   |                |
| 2010 | Poznáš, až to přijde?            | Mattyho kolega z týmu    |                |
| 2011 | Týden bez závazků                | Larry Bohac              |                |
| 2011 | Nadějný rok                      | Mike Shin                |                |
| 2013 | Druid Peak                       | Everett                  | v postprodukci |

## Režijní filmografie
| Rok  | Film                   | Poznámky |
| ---- | ---------------------- | -------- |
| 2005 | Příběh Wendella Bakera |          |